# 성 니콜라오스 그리스 정교회 성당

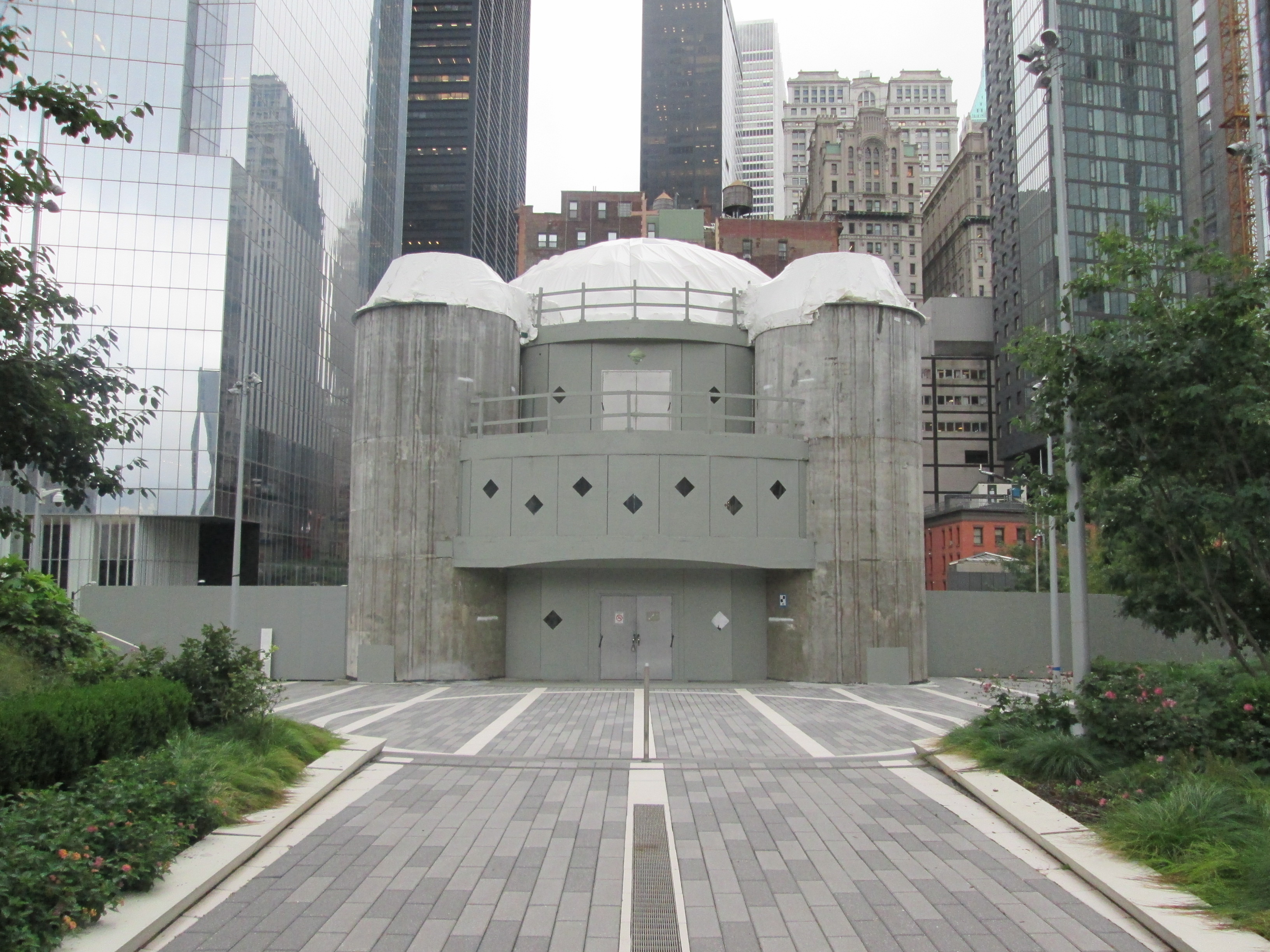

성 니콜라오스 그리스 정교회 성당(영어: St. Nicholas Greek Orthodox Church)은 미국 뉴욕 세계 무역 센터의 옆인 리버티 가에 위치했던 미국 그리스 정교회 관구 대교구 소속 성당이었으나, 9.11 테러 때 남쪽 타워가 붕괴되면서 잔해에 깔려 흔적도 없이 파괴되었다. 이 건물은 9.11 테러로 인해 완전히 파괴된 세계무역센터 단지 밖의 건물 중 하나이다. 현재 뉴욕 뉴저지 항만공사가 새로운 성당 건축 공사를 맡아 진행하고 있으며, 설계는 스페인 건축가 산티아고 칼라트라바가 맡았다. 새 성당 공사는 2018년 후반에 완료될 예정이다.